# Экономичность формы
Экономичность формы — в шахматной композиции, выполнение авторского замысла минимальными средствами (в начальной позиции, игре и финале); один из художественных принципов, обеспечивающих единство формы и содержания композиции. 
Из начальной позиции в решении должны участвовать все фигуры. Основная группа фигур, нужная для осуществления авторского замысла, составляет схему (скелет) композиции, остальные (технические) фигуры играют служебную роль — устраняют различные дефекты построения и способствуют чёткости идейной игры. Все белые фигуры в задаче должны участвовать по возможности во всех тематических вариантах. Эстетика начальной позиции задачи требует сокращения числа технических фигур, распределения фигур по всей доске, отсутствия их скопления, особенно вблизи чёрного короля; в этюде — приближение к позиции практической партии и так далее. 
В задаче число ходов решения должно подходить замыслу композитора; в этюде все фигуры должны максимально проявлять свои возможности (подвижность, динамичность). Для создания вступительной игры желательно использовать те фигуры, которые помогают раскрыть главную идею композиции. Экономичность финальной позиции заключается в том, что в ней по возможности должны участвовать все оставшиеся на доске фигуры; правильный мат (пат) — частное проявление этого принципа. 